# Ryan Saunders
Ryan Philip Saunders, né le 28 avril 1986, est un joueur et entraîneur américain de basket-ball. Il est entraîneur des Timberwolves du Minnesota en NBA entre 2019 et 2021.
C'est le fils de Flip Saunders, lui-même ancien entraineur des Timberwolves.

## Carrière universitaire
Ryan Saunders joue au basket-ball à l'université du Minnesota de 2004 à 2008 en tant que meneur. Il ne joue que 20 matchs au cours de ses deux premières saisons dans un rôle de remplaçant. Il ne participe pas à la saison 2006-2007 en raison d'une blessure au poignet et ne joue aucun match au cours de la saison 2007-2008. Saunders est diplômé en 2008 en management et gestion du sport.
Pendant ses études à l'université du Minnesota, Saunders est responsable de la gestion des améliorations académiques et sociales des joueurs. 

## Carrière d'entraîneur
En 2009, il devient entraîneur adjoint des Wizards de Washington. 

### Timberwolves du Minnesota
En 2014, Saunders devient entraîneur adjoint des Timberwolves du Minnesota. Le 6 janvier 2019, Saunders est promu entraîneur par intérim des Timberwolves après le licenciement de Tom Thibodeau, devenant également le plus jeune entraîneur de la NBA pour la saison 2018-2019. Le 8 janvier 2019, Saunders obtient sa première victoire lors de ses débuts en tant qu'entraîneur face au Thunder d'Oklahoma City. Il devient le plus jeune entraîneur à gagner lors de ses débuts depuis 1978. 
Le 20 mai 2019, les Timberwolves annoncent que Saunders a signé un accord sur plusieurs années pour devenir l'entraîneur titulaire de l'équipe, supprimant son statut d'intérimaire. À 33 ans, Saunders devient le plus jeune entraîneur de la ligue. Il est licencié le 21 février 2021 après un mauvais début de saison avec un bilan de 7-24.

### Nuggets de Denver
En juin 2022, les Nuggets de Denver engagent Ryan Saunders comme entraineur adjoint de Michael Malone. 
Il joue contre son ancienne équipe, les Timberwolves du Minnesota au premier tour des playoff 2023. Les Nuggets gagnent alors 4 matches à 1. Il gagne cette année-là le championnat face au Heat de Miami.
En mai 2024, Saunders retrouve à nouveau son ancienne équipe des Timberwolves lors des demi-finales de la conférence Ouest, que les Nuggets perdent 4-3.

### Grizzlies de Memphis
Saunders rejoint les Grizzlies de Memphis en juillet 2025, en tant que premier adjoint de l'entraîneur Tuomas Iisalo.

## Statistiques
| Équipe    | Année     | Saison régulière | Saison régulière | Saison régulière | Saison régulière          | Playoffs  | Playoffs | Playoffs | Playoffs        |
| Équipe    | Année     | Victoires        | Défaites         | %                | Classement                | Victoires | Défaites | %        | Résultat        |
| --------- | --------- | ---------------- | ---------------- | ---------------- | ------------------------- | --------- | -------- | -------- | --------------- |
| Minnesota | 2018-2019 | 17               | 25               | 40,5             | 5e en division Nord-Ouest | -         | -        | -        | Pas de playoffs |
| Minnesota | 2019-2020 | 19               | 45               | 29,7             | 5e en division Nord-Ouest | -         | -        | -        | Pas de playoffs |
| Minnesota | 2020-2021 | 7                | 24               | 22,6             | Licencié                  | -         | -        | -        |                 |
| Total     | Total     | 43               | 94               | 31,4             |                           | -         | -        | -        |                 |